# Берёзовая Лука (Полтавская область)
Берёзовая Лука́ (укр. Бере́зова Лука́) — село в Га́дячском районе Полтавской области Украины. Является административным центром Березоволукского сельского совета, в который, кроме того, входят сёла Лихополье и Мелешки.
Кода КОАТУУ — 5320481701. Население по переписи 2001 года составляло 1305 человек.

## Географическое положение
Село Березовая Лука находится на берегу реки Хорол (в основном на правом), выше по течению на расстоянии в 1,5 км расположено село Ручки, ниже по течению на расстоянии в 2 км расположено село Мелешки. Река в этом месте извилистая, образует лиманы, старицы и заболоченные озёра.

## История
- 1634 — дата основания.

## Экономика
- Молочно-товарная и птице-товарная фермы.
- «Березоволуцкое», ЧП.

## Объекты социальной сферы
- Детский сад «Казка».
- Школа.

## Достопримечательности
- Братская могила советских воинов.
- Музей освободительной войны 1917—1921 гг. имени Петра Дьяченко.

## Известные люди
В селе родились:
- Дьяченко Виктор Гаврилович — подполковник Армии УНР (старший брат Петра Дьяченко).[3]
- Дьяченко Пётр Гаврилович — генерал-хорунжий Армии УНР, командир полка «Чёрных запорожцев» Армии УНР, командир противотанковой бригады «Свободная Украина» в составе Вермахта.[3]
- Корост Татьяна Михайловна — Герой Украины.
- Савченко Николай Лаврентьевич (1921—1979) — хорунжий УПА, командир Перемышльского куреня; в эмиграции — майор УПА, председатель Объединения бывших воинов УПА в США.
- Шиян, Кир Карлович — украинский советский историк[4]